# 小林邦昭
小林 邦昭（こばやし くにあき、1956年1月11日 - 2024年9月9日）は、日本の元男性プロレスラー。長野県小諸市出身。血液型O型。
関係者の間では「サンペイちゃん」の愛称で親しまれる。

## 来歴
長野県丸子実業高等学校を中退して1972年に新日本プロレスへ入門。リトル浜田とのプレデビュー戦を経て、1973年に栗栖正伸戦で正式デビュー。しかし、身体が細く軽量だったために試合出場は抑えられ（同年は13試合、翌1974年は8試合のみの出場）、継続的に試合に出されるようになったのは1975年の下期に入ってからだった。長く前座戦線で活動した後、1979年より外国人選手との試合が組まれるようになり、11月にはペドロ・モラレス、グレッグ・バレンタイン、ニコリ・ボルコフなどヘビー級のビッグネームとも対戦した。
1980年、デビュー7年目にして海外武者修業の機会が与えられ、6月よりメキシコのLLIに遠征。リンピオの日本人選手として、1981年9月27日のアレナ・メヒコでの興行ではアンドレ・ザ・ジャイアントのパートナーに起用され、ピーター・メイビア&カネックと対戦した。メキシコではビル・ロビンソンやルー・テーズともタッグを組んでいる。
1982年にアメリカへ渡り、NWAのロサンゼルス地区にてキッド・コビー（Kid Koby）のリングネームで活動。7月9日にはエイドリアン・ストリート、マンド・ゲレロ、ヘクター・ゲレロ、ミスター・トヨ、ミスター・ゴーなどが参加したバトルロイヤルで優勝を収め、同月18日にはティモシー・フラワーズを破りNWAアメリカス・ヘビー級王座を獲得。8月20日にブラック・ゴールドマンに明け渡すまで保持していた。
1982年10月の帰国後は、海外武者修業時代と同様の赤いパンタロンのマーシャルアーツ・スタイルをリングコスチュームに（左半分が白、右半分が黒というショートタイツを着用することもあった）、初代タイガーマスクとの抗争劇で一気にブレイク。タイガーマスクの日本人ライバルとして「虎ハンター」と呼ばれ、タイガーの覆面を剥ぎにかかるヒールに徹した。しかし、私生活ではタイガー=佐山とはとても仲が良く「無名の自分をゴールデンタイムでスターに引き上げてくれた」と佐山には感謝の念を表明している。
維新軍の前身である革命軍結成直前にニューヨークのWWFへ長州力と共に一時遠征し、マサ斎藤と合体。現地でのリングネームはチン・コビアシ（Chin Kobiashi）。11月25日にフィラデルフィアのスペクトラムで行われたハウス・ショーではジョニー・ロッズから勝利を収めた。その後は新日本プロレスの中でも反体制の維新軍団として（長州、斎藤、キラー・カーン、アニマル浜口、谷津嘉章、寺西勇）らと行動を共にし、中でも寺西とはジュニアヘビー同士ということで多くタッグを組む。
1984年9月に維新軍団のメンバーらと共に新日本を離脱してジャパンプロレスに参加し、全日本プロレスに参戦。全日本のリングにおいても、二代目タイガーマスクを相手に虎ハンターとして活躍した。1985年6月13日にはダイナマイト・キッドを破りNWAインターナショナル・ジュニアヘビー級王座を、1986年11月23日にはヒロ斎藤を下して世界ジュニアヘビー級王座を獲得している。
1987年4月より新日本プロレスに出戻り、8月にIWGPジュニアヘビー級王座を獲得。1989年4月24日の新日本プロレス東京ドーム大会では獣神ライガーのデビュー戦の対戦相手を務めた。ヘビー級へ転向すると、新日選手会と対立し越中詩郎らと「反選手会同盟（後の平成維震軍）」を結成。昭和時代の維新軍団と平成維震軍の2つの維新軍団に所属したのは小林のみである。
1996年2月、新日本正規軍の野上彰と互いの頭髪を賭けたコントラ・マッチを行なうも敗退。坊主頭になるも、勝者の野上は小林の姿勢にいたく感銘を受けたとして、自身も後日、坊主頭になって平成維震軍に加入した。
1999年に平成維震軍は解散、小林は2000年4月21日に行われた獣神サンダー・ライガー戦を最後に現役を引退した。
小林自身が後に明かしたところによれば、1992年7月に大腸がんが発覚。「反選手会同盟」が本格的に始動する最中での発覚であり、当時はがんの事実は一切公表せず欠場理由は「体調不良」とされ、大腸を20cm近く切除する手術を受けて、約半年の休養とリハビリを経て1993年2月に復帰している。その後、現役末期の1999年にがんが肝臓に転移していることが判明。肝臓の切除手術を行ったが、結果的にこの肝臓がんが引退を決意するきっかけとなった。腹部に70cmにも及ぶ大きな手術痕が残り、「タンクトップとかTシャツを着れば、続けることもできたんですが、リングに上がる以上は、お客さんの前で体を隠すことは僕のプロレスラーとしてのプライドが許せなかった」ことが引退を決意させた。ライガーとの引退試合においても、手術痕を隠すため、上半身はタンクトップを着用しての試合であった。試合後の引退セレモニーには佐山が花束を持って駆けつけ、三沢も祝電を寄せた。引退後もがんが肺に転移していることが二度判明しており、その際は内視鏡で手術を行っている。前田日明が佐山聡との対談内で語ったところによれば、今も抗がん剤治療を続けているとのことであったが、2020年の段階ではPET検査を年1回受けているものの、薬はのんでいないとのことである。
引退以降は主に裏方を担い、新日本プロレスでIWGP実行委員、スカウト部長、新日本道場の管理人として勤務していた。2006年7月27日に後楽園ホールで行われたWAR最終興行では、平成維震軍の旗持ち（セコンド）として久々に表舞台に顔を出した。維震軍の胴着を着用し、旗で相手選手を攻撃したりと、元気な姿を見せていた。
また、2007年9月21日には、リアルジャパンプロレスの後楽園大会で、佐山聡を相手に1試合限定の復帰戦を行った。これは「佐山選手の中の『野生の虎』を復活させるため」であった。その後は実行委員として参加していたが、「タイガーが覆面五番勝負をブチ上げて、オレの名前が出てこないことに憤慨した」として対戦を要求し2011年5月7日に試合が行われリングアウト負けとなった為、完全決着がつかず、9月23日「最後の一騎打ち」と銘打ってレジェンド・ザ・プロレスリングで再戦した。

### 死去
その後も散発的にイベントなどに登場するなどしていたが、2024年9月9日、入院先の病院で死去した。68歳没。死因は公表されていない。同年2月の段階で小林は膵臓がんを患っており、病気についてはごく一部の人以外には伏せられていた。その後、親交のあった新日本OBの西村修や新倉史祐などにより、小林が亡くなる直前までの闘病生活がメディアの取材に応じる形で明らかにされている。
小林は過去にも複数のがんに罹患していたが、同年春の病院の検査で膵臓がんも判明して入院となった。紹介を受けたがん研病院でも既に手の施しようがない状態であったが、医師から家族には「年内は大丈夫」と伝えられていたという。退院後は同年8月には新日本の道場にも近い次女の家の近所に引っ越し、在宅看護を受けていた。9月に入り急激に弱ってきたとされ、同月1日に新倉が見舞い、同月4日には自身も食道がんと闘病している西村が、新日本のトレーナーである三澤威らとともに、自宅で闘病していた小林の元を訪れて見舞った。小林はベッドで別人のようにやせ細り、食事もとれない状態であったが上半身を起こした状態で気丈に振舞ったという。翌々日となる同月6日に緩和ケアを受けるために入院。亡くなる前日となる8日には血圧の低下など容体が悪化したが一旦は持ち直した。死去した9日は長野から小林の親族も駆けつけ、娘とともに看取られて夜8時前に息を引き取ったという。
小林の死去を受けて、新日本プロレスは同月11日の宮城・仙台サンプラザホール大会において、試合開始前に10カウントゴングセレモニーを実施して弔意を示した。

## エピソード
- 16歳で新日本プロレス入りしており、藤原喜明（入門時23歳）よりも1週間、長州力（入門時22歳）よりも1年先輩にあたる。
- 若手時代、新大阪駅 - 東京駅を移動中の新幹線で、山本小鉄の「俺が奢るから、何でも好きなだけ食えよ」との言葉に、「本当に何でも食っていいんですね?」と答えて、ビュッフェにあるメニュー全種類を食べたという大食いエピソードを持つ。新日本に入ったのも、あまりの大食いに呆れた母親から「そんなに食べたいならプロレスラーにでもなりな!」と言われたことがきっかけであるという（小林の大食いエピソードは枚挙に暇がない）。食への拘りは相当のもので、道場で料理の腕をふるっている。道場の台所の壁に描かれてある野菜や花・動物のイラストは小林が描いたものであり、ハードな練習に明け暮れている若手を和ませている。
- 若手時代、外国人選手は同姓のストロング小林と区別するため、小柄な小林邦昭をノット・ソー・ストロング・コバヤシ（not so Strong Kobayashi）と呼んでいた[21]。新日本プロレス時代のスタン・ハンセンは日本人選手と親しくすることはほとんどなかったが、リングコスチュームを何度も洗濯しに行ってくれた「ノット・ソー・ストロング・コバヤシ」に対しては何度か飲みに誘って礼をしていたという[21]。
- 大阪毎日放送のバラエティ番組『モーレツ!!しごき教室』では、藤波辰爾、前田日明らとともに出演していた。
- 虎ハンターとしてのヒールゆえに、タイガーマスクファンから多くのカミソリ入りの手紙や脅迫状が届いて困惑していたが、現役時代はずっと佐山に黙っていた（現役引退後、佐山に告白した）。その当時カミソリ入りの手紙で掌を負傷し、その傷が引退後も残っている[22]。この傷について小林は「ブッチャーやテリーのように額に名誉の負傷があるレスラーはいるけど、手に名誉の負傷があるレスラーは僕ぐらいじゃないの（笑）」と語っている。
- 初代タイガーマスクの後釜として新日のリングにザ・コブラが登場した後、彼にもタイガー同様マスク剥ぎを仕掛け、ある試合では完全に剥ぎ取ってしまった。しかしこれは小林が意図して剥いだのではなく完全なアクシデントであった。後年に小林は「ふつうは、マスクってアゴのところからヒモで縛ってあるでしょ？ でもコブラのはなかったからね。取るつもりはなかったんだけどね、取れちゃった(笑)」と述懐している[23]。
- 獣神サンダーライガーのデビュー戦(当時は獣神ライガー)の相手は小林が務め、その試合でも小林はマスク剥ぎを仕掛けたが、試合後のライガーには「マスクに手を掛けるなんてひどい。お客さんは僕の正体がわかっているんだから、わざわざマスクをぬがす必要なんてないじゃないか。」と批判されてしまった[24]。
- 革命軍・維新軍以前から長州力との仲の良さは有名であり「力ちゃんが結婚するまで俺も結婚しない」と約束したエピソードが何度もプロレス雑誌で紹介されている。
- 優しい人柄ではあるが試合前の控え室では厳格であり、新日本プロレスに留学生としてきていたチャールズ・スキャッグス（スコーピオ）が音楽に興じて踊っているのをたしなめたり、青柳政司の世話に来ていた誠心会館の門下生の非礼な態度に制裁を加えたことがある（この行為が齋藤彰俊および誠心会館との抗争→反選手会同盟への結成へと繋がっていく）。
- 後輩に対しての面倒見も良く、飲み屋に行っても自ら運転手を買って出て自分は酒を飲まず、後輩に好きなだけ飲ませて後の介抱もしてやったと言う。
- 引退しても数年後に再び復帰するプロレスラーが多いことに憤りを感じており、自らの引退の際にプロレス記者から「復帰はいつ頃ですか?」と言われ、温厚な小林が本当に怒ったエピソードが週刊プロレスに掲載された。
- スーパースター・ビリー・グラハムの肉体に憧れており、引退後もトレーニングを欠かさず、締まった肉体と逞しい上腕二頭筋を維持している。増量してしまった佐山聡に対しては度々、苦言を呈している。
- 2000年での引退に際し「日本プロレス界の発展に貢献してくれた」として財団法人・日本プロスポーツが主催する2000年度日本プロスポーツ大賞にスタン・ハンセンとともに功労者賞を受賞して招かれたが、会場内で小林を見た松井秀喜が「あ、タイガーマスクのマスク剥ぎしていた人だ!」と大喜びし、一緒に写真に納まった姿が当時の各スポーツ新聞に掲載された。
- インターネットを趣味としており、ブログ・SNSを活用している[25]。
- 新日本プロレス道場の様子を紹介するテレビ番組に管理人としてしばしば登場し、細やかな配慮や料理の上手さ、猫をかわいがる様子から「女子力が高い」という評価を受けることが多い。
- テレビ朝日の深夜番組「ももクロChan〜Momoiro Clover Z Channel〜」出演時に、ももいろクローバーZのメンバーとあっち向いてホイで勝負したが、途中で右しか向かないことに気付かれてしまい、連敗を重ねた。また、出演後にメンバーの佐々木彩夏のファンになったことを一緒に出演した邪道が記者会見の席上でコメントした[26]。
- 70年代のアントニオ猪木の「異種格闘技戦」に思い入れが深く、個人的に極真会館のオープントーナメントを観戦していた。空手家である齋藤彰俊、青柳誠司との対戦を「異種格闘技戦」と位置付けており、緊迫感あふれるど突き合いを見せた。

## タイトル歴
NWAハリウッド・レスリング
- NWAアメリカス・ヘビー級王座[9]

全日本プロレス
- NWAインターナショナル・ジュニアヘビー級王座
- 世界ジュニアヘビー級王座

新日本プロレス
- IWGPジュニアヘビー級王座

プロレス大賞
- 努力賞（1978年）
- 功労賞（2000年）

## 得意技
マーシャルアーツ殺法と呼ばれた見栄えのあるプロレス的な蹴り技と、切れ味鋭いスープレックスを得意とした。
フィッシャーマンズ・スープレックス
和名：網打ち式原爆固め、投網式原爆固め。自身が開発した代名詞とも言える技。
長州の“かませ犬”発言があった日の凱旋帰国第一戦における、木戸修と組んでのジョニー・ロンドス&シルバー・ハリケーン戦で日本初公開するも、フックが強すぎて肩が上がってしまい、フォールではなくギブアップ勝利であった。
現在では女子レスラーや若手レスラーを含めて多くのレスラーが使用するが、葛西純が「小林邦昭!!」と叫びながらこの技を仕掛ける場面も見受けられたように、元祖は小林であり絶対的なフィニッシュ・ホールドとして使用し続けた。
小林本人は、ワールド・プロレスリングの解説席で高速で反り投げる形ではなく、持ち上げて叩きつける仕掛け方でないと効かないと自身以外の使い手に苦言を呈している。
メキシコ修業時代にメキシカンレスラーが使っていた技を取り入れたと語っており、2代目・三沢タイガーとの対戦用にフィッシャーマンズスープレックス'84と言う技を開発しているがあまり使われていない。
全日本プロレス時代の仲田龍は、この技で勝負が決まった時、なぜか　エビ固め　と呼称していたことがあった。
前蹴り
フィッシャーマンズスープレックスへの布石として相手を屈ませるために使用される。
ソバット
ロープカウンターからの一撃を得意としており、フィッシャーマンズスープレックスへの繋ぎ技として多用された。
フライング・ニールキック
形勢逆転への布石としてカウンター技としてよく使用された。
スピンキック
こちらもロープカウンターで使用された一つ。
トラースキック
串刺し攻撃を狙った相手へのカウンターとして用いられることが多かった。
スライディングキック
ハル薗田が元祖の技で、全日参戦時の抗争でよく食らったこともあり、新日復帰後もタッグマッチでよく使用していた。
ダイビング・ラリアット
フィッシャーマンズスープレックスで決まらなかった場合の隠し技的存在として使用していた。

## 入場テーマ曲
- Blue Eyed Soul（カール・ダグラス） - 凱旋帰国後の1982年10月大阪、11月蔵前でタイガーマスクに挑戦した時に使用。
- THE ROOM（BRAINWASH）PART ONE（邦題：洗脳された部屋・パート1） / リック・ウェイクマンのアルバム「1984」の4曲目。小林が使い始めて数か月後、凱旋帰国した前田日明の入場テーマとしても使用された。
- HOT POINT - 作曲は笹路正徳。ジャパンプロレス時代に使用。小林に限らず長州、谷津嘉章以外のジャパンプロレス所属の選手はこの曲で入場することが多かった。

## 著書
- 『平成維震軍「覇」道に生きた男たち』（辰巳出版、2020年1月23日）越中詩郎、小林邦昭、木村健吾、ザ・グレート・カブキ、青柳政司、齋藤彰俊、AKIRAによる共著